# José Loncón
José Miguel Loncón (Comodoro Rivadavia, Provincia de Chubut, Argentina, 4 de junio de 1988) es un futbolista argentino. Juega como delantero en Próspero Palazzo.

## Trayectoria

### Clubes
| Club                         | País      | Año             |
| ---------------------------- | --------- | --------------- |
| C.A.I. de Comodoro Rivadavia | Argentina | 2008 - 2012     |
| Racing de Olavarría          | Argentina | 2012 - 2013     |
| Curicó Unido                 | Chile     | 2013 - 2014     |
| C.A.I. de Comodoro Rivadavia | Argentina | 2014 - 2015     |
| Colegiales                   | Argentina | 2015            |
| Jorge Newbery                | Argentina | 2016            |
| Ñublense                     | Chile     | 2017            |
| Jorge Newbery                | Argentina | 2018            |
| Pacífico                     | Argentina | 2019            |
| Jorge Newbery de Comodoro    | Argentina | 2020 - 2021     |
| Petroquimica de Comodoro     | Argentina | 2021 - 2022     |
| Ameghino de Comodoro         | Argentina | 2022            |
| Petroquimica de Comodoro     | Argentina | 2023            |
| Próspero Palazzo             | Argentina | 2024 - Presente |